# Donzhausen
Donzhausen ist eine ehemalige Ortsgemeinde und eine Ortschaft der Gemeinde Sulgen des Bezirks Weinfelden des Kantons Thurgau in der Schweiz. Die Haufensiedlung liegt nordöstlich von Sulgen.
Die Ortsgemeinde Donzhausen gehörte von 1803 bis 1816 zur Munizipalgemeinde Birwinken, von 1816 bis 1994 zur Munizipalgemeinde Bürglen und 1995 zur Munizipalgemeinde Sulgen. Am 1. Januar 1996 fusionierte die Ortsgemeinde Donzhausen im Rahmen der Thurgauer Gemeindereform zur politischen Gemeinde Sulgen.

## Geschichte

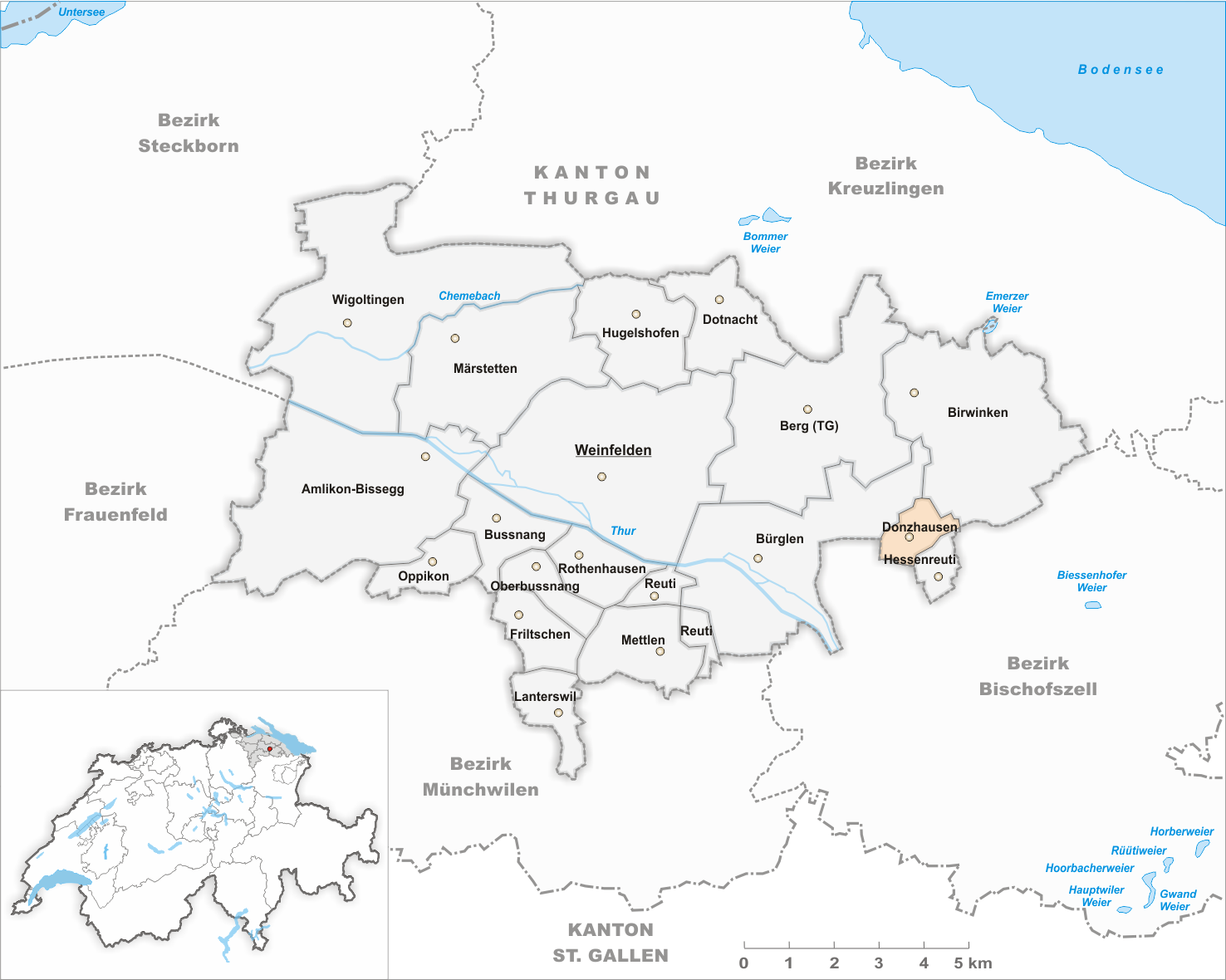
Gemeindestand vor der Fusion im Jahr 1996

Der Ort wurde 1282 als Tunzishusen erstmals urkundlich erwähnt. Grundherr war von 1282 bzw. 1442 bis nach 1800 das Chorherrenstift St. Pelagius in Bischofszell. Gerichtlich gehörte Donzhausen vom Spätmittelalter bis 1798 zur Herrschaft Berg. Kirchlich teilte das Dorf das Schicksal der Pfarrei Sulgen.
Im 19. Jahrhundert boten Acker- und Obstbau, Graswirtschaft sowie die Heimindustrie Verdienst. Bis 1900 war die mechanische Stickerei Krapf ein wichtiger Arbeitgeber. 1910 wurde eine Käsereigenossenschaft gegründet. Nach dem Niedergang der Stickerei fanden die Bewohner von Donzhausen vor allem in den industrialisierten Nachbardörfern Arbeit. Seit 1980 entstanden zahlreiche neue Wohnbauten.

## Bevölkerung
| Jahr         | 1850 | 1870 | 1900 | 1950 | 1990 | 2000  | 2010  | 2018  | 2023  |
| Ortsgemeinde | 223  | 185  | 224  | 211  | 200  |       |       |       |       |
| Ortschaft    |      |      |      |      |      | 271   | 264   | 314   | 318   |
| Quelle       |      |      |      |      |      | [ 3 ] | [ 4 ] | [ 2 ] | [ 5 ] |

Von den insgesamt 318 Einwohnern der Ortschaft Donzhausen am 31. Dezember 2023 waren 32 bzw. 10,1 % ausländische Staatsbürger. 144 (45,3 %) waren evangelisch-reformiert und 85 (26,7 %) römisch-katholisch.

## Bilder

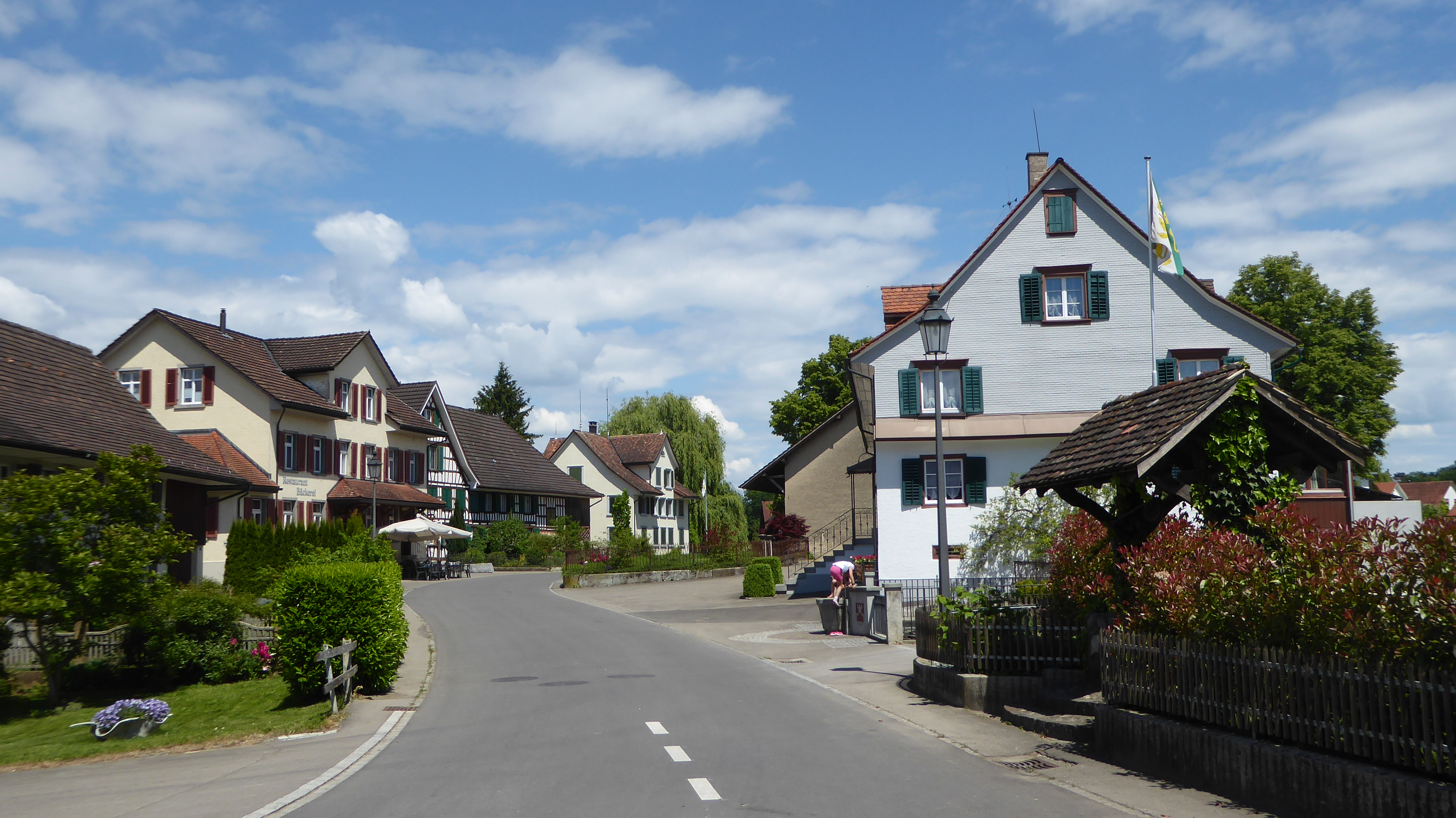
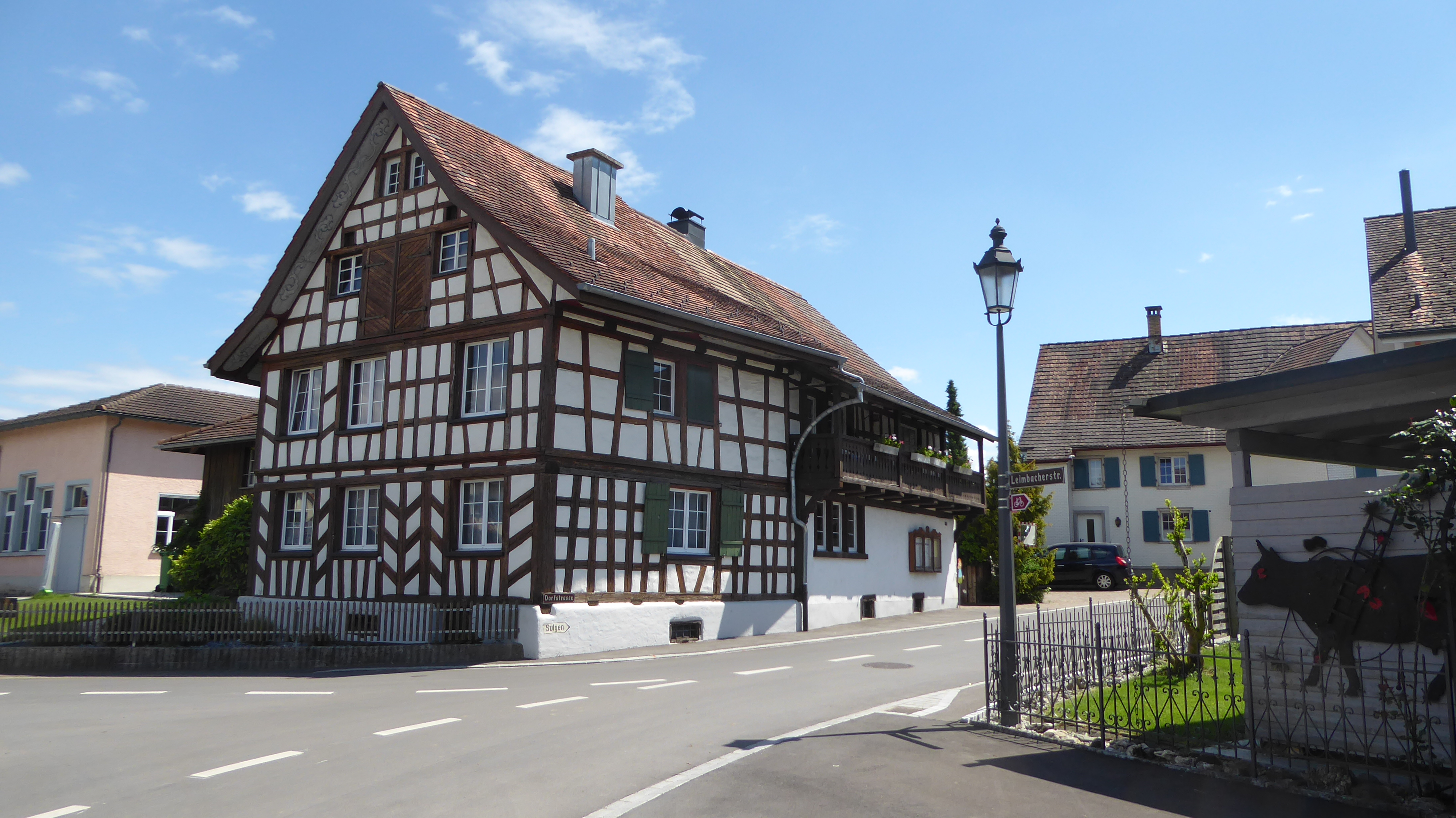
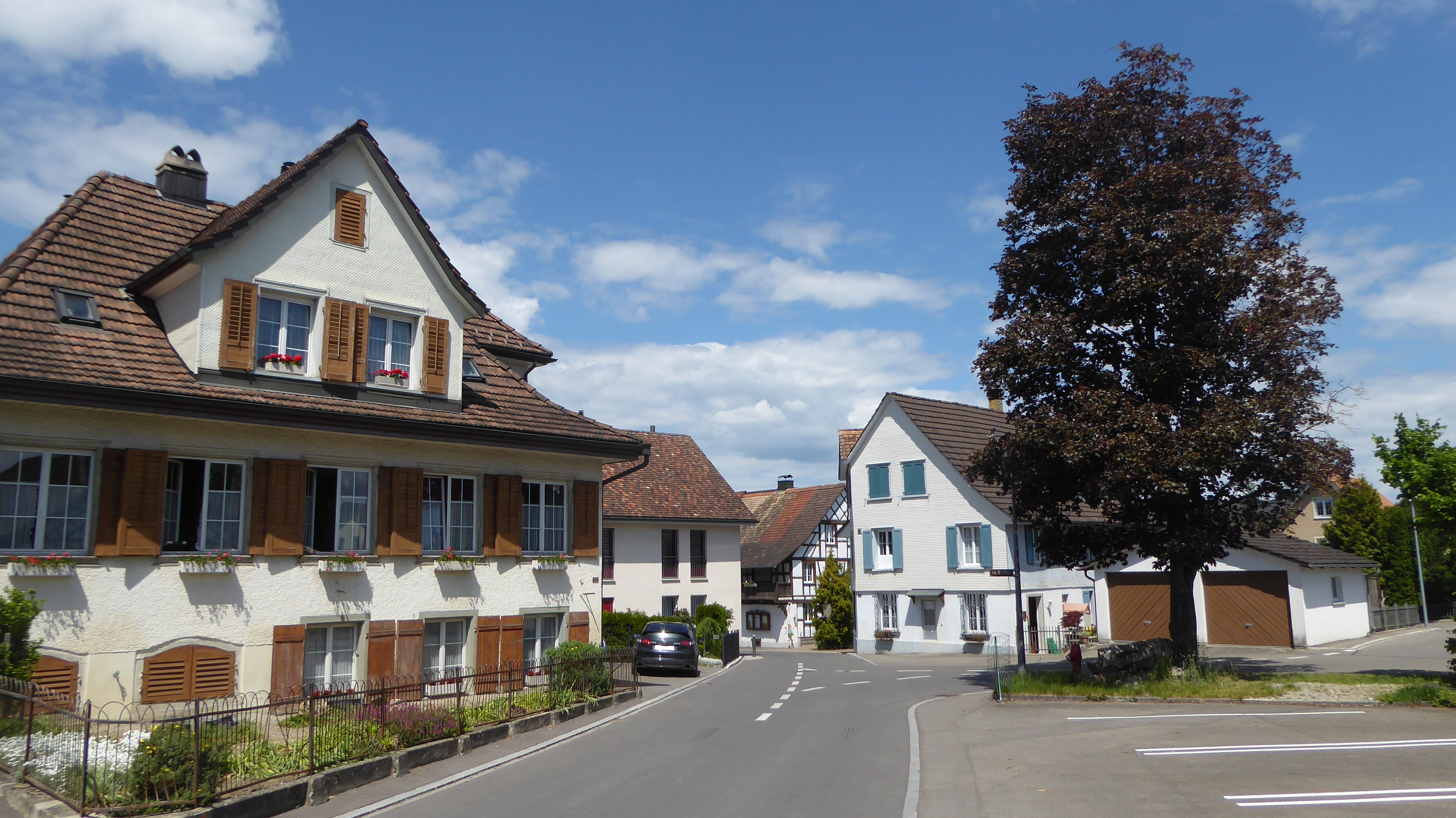